# ルスラン・ピメノフ
ルスラン・ヴァレーリエヴィチ・ピメノフ（ロシア語: Руслан Валерьевич Пименов, 1981年11月25日 - ）は、現ロシア・モスクワ出身のサッカー選手。ポジションはFW。

## 来歴
1981年、現ロシアの首都モスクワで生まれた。FCトルペド・モスクワのアカデミー出身。1988年にはFCトルペド-ZILモスクワ(後のFCモスクワ)のアカデミーに在籍をした。1999年にはFCロコモティフ・モスクワに引き抜かれ、2002年には21歳で2002 FIFAワールドカップのロシア代表に選出されるなど将来を有望視されていたが、幾度もの怪我や病によってその才能を十分に発揮できず、出場も満足に出来ないまま数クラブを渡り歩いた。現在はフリーである。

## 家族
- 既婚者で妻は結婚以前にモデルとして活動していた。
- 長女のナタリヤは現在イギリスに留学中である。
- 次女クリスティーナ・ピメノヴァ（Кристина　Пименова、2005年12月27日 - ）はモデルをしている。

## 所属クラブ
- FCロコモティフ・モスクワ 1999-2006

→ FCロコモティフ-2 1999-2000 (loan)
→ FCメス 2004-2005 (loan)
→ FCアラニア・ウラジカフカス 2005 (loan)
→ FCメス 2005-2006 (loan)
- FCディナモ・モスクワ 2007-2009
- FCディナモ・ミンスク 2010

## 代表歴

### 出場大会
- ロシア代表
  - 2002 FIFAワールドカップ

### 試合数
- 国際Aマッチ 5試合 0得点（2002年）[1]

| ロシア代表 | 国際Aマッチ | 国際Aマッチ |
| 年         | 出場        | 得点        |
| ---------- | ----------- | ----------- |
| 2002       | 5           | 0           |
| 通算       | 5           | 0           |